# TheFatRat

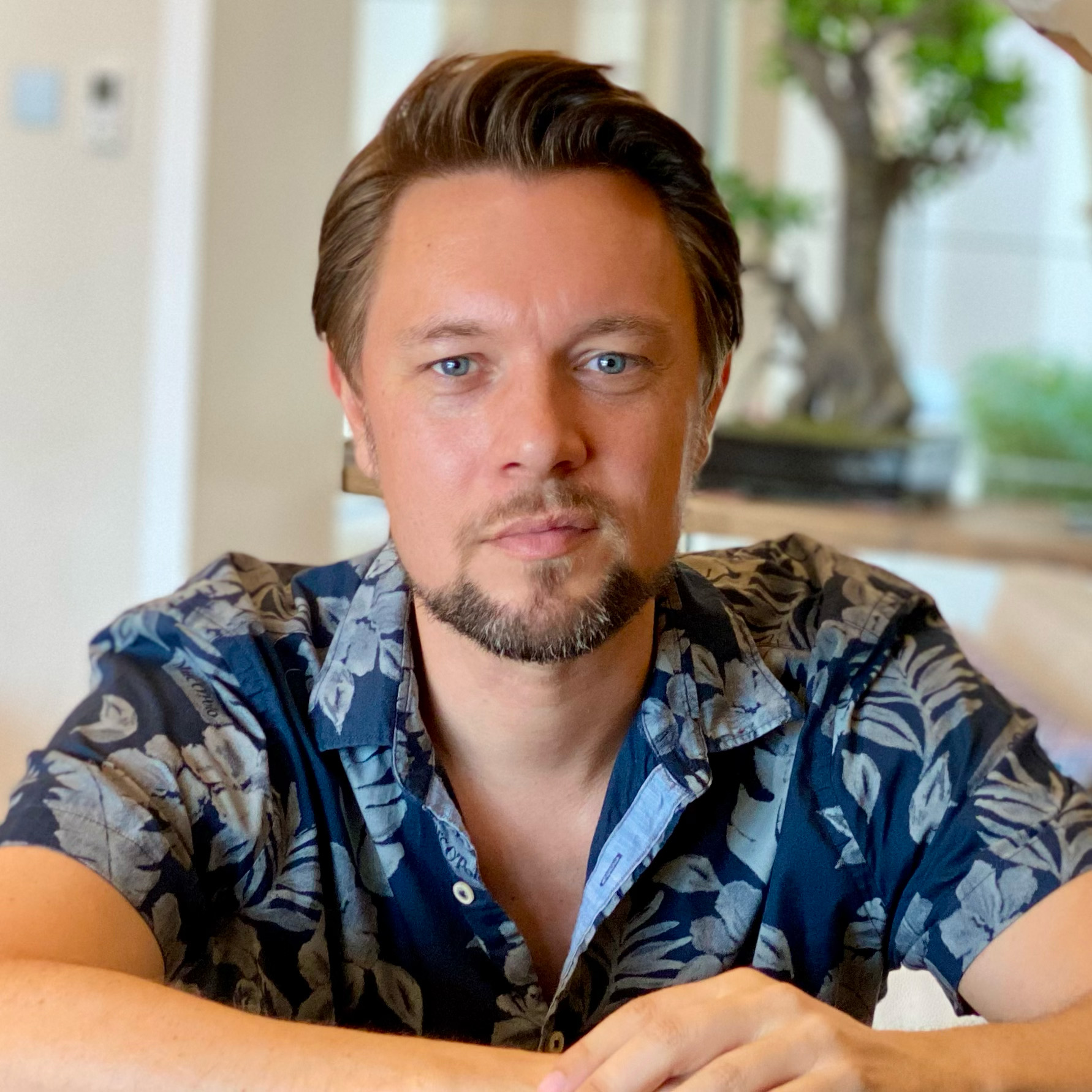
TheFatRat (2020)

TheFatRat (* 1. Juni 1979 in Göttingen; bürgerlich Christian Friedrich Johannes Büttner) ist ein deutscher Musikproduzent, dessen Musikstil am ehesten dem Glitch Hop zuzuordnen ist. Seine Werke sind kostenlos auf verschiedenen Plattformen verfügbar.
Durch seine offene Urheberrechts-Politik wurden seine Werke alleine auf Youtube in über 25 Millionen Videos verwendet und über 30 Milliarden Mal auf der Plattform aufgerufen.

## Leben
Geboren in Göttingen, begann Büttner im Alter von vier Jahren Flöte zu spielen und lernte mit sechs Jahren das Klavierspielen. Sein ursprünglicher Berufswunsch war Dirigent. 2001 begann er, selbst Musik zu produzieren. Anfangs schuf er hauptsächlich Hintergrundmusik für Fernsehen, Radio, Werbung und Klingeltöne oder produzierte für andere Künstler und DJs. Unter dem Pseudonym TheFatRat veröffentlichte er später Remixe und ab 2013 verstärkt völlig eigene Werke. Für einen Song benötigt er nach eigenen Aussagen zwischen einigen Tagen bis zu mehreren Jahren.
Zwischenzeitlich lebte Büttner u. a. in München und Los Angeles, 2013 zog er wieder in die Nähe von Göttingen. Er ist verheiratet und hat eine Tochter.

## Karriere

### 2012: Musikalische Anfänge
Am 8. Januar 2012 veröffentlichte Büttner seinen ersten Remix zu dem Song "Good Feeling" von Flo Rida. Der nächste Remix folgte am 7. Februar zu "Levels" von Avicii. Ebenfalls am 7. Februar veröffentlichte er seinen Remix zu The Knocks Single "Brightside". Am 27. Februar folgte der nächste Remix zu Gotye "Somebody That I Used To Know".
Am 10. März 2012 veröffentlichte er seinen Remix zu "Don't Stop" von Foster the People. Am 30. Juli 2012 veröffentlichte er seinen Remix zu Martin Solveig Single "The Night Out". Am selben Tag veröffentlichte er seinen Song "Do Harder Be Faster" in Kooperation mit Daft Punk.
Am 14. Oktober 2012 veröffentlichte Büttner seinen Remix zu der Single "Turn The World On" von Static Revenger. Drei Wochen später veröffentlichte er seinen Remix zu "Float" von Pacific Air. Seinen letzten Remix 2012 veröffentlichte er am 3. Dezember zu "Don't Wake Me Up" von Chris Brown.

### 2013: Weitere Remixe & erste eigene Songs
Das Jahr 2013 startete Büttner am 6. Januar mit einem erneuten Remix zu einer Single von The Knocks, diesmal zu „The Feeling“. Am 23. Januar veröffentlichte er seinen ersten eigenen Solo Song mit dem Titel „Do Be Do Be Do“.
Am 22. März 2013 veröffentlichte er seinen Remix zu der Single „Set It Off“ von Diplo und Lazerdisk Party Sex. Der nächste Remix folgte am 20. Mai 2013 zu „The Tide“ von Singularity und Steffi Nguyen. Am 22. Juni 2013 veröffentlichte er seinen Remix zu Atlas Genius Song „If So“. Am 31. Juli 2013 folgte der nächste Remix, diesmal zu dem Song „Picking Up All The Pieces“ von Strange Talk.
Am 21. September 2013 releaste Büttner seinen zweiten Solo Song namens „Dancing Naked“. Das Jahr 2013 beendete er mit einem Remix zu „All Night“ von Icona Pop am 28. November.

### 2014: Song-Releases & Kooperation mit Tasty
Am 12. Januar 2014 startete Büttner mit dem Song "Infinite Power". Am 29. September 2014 veröffentlichte er seinen nach den YouTube-Aufrufen erfolgreichsten Song "Unity". Der Song hat über 257 Millionen Aufrufe.
Am 19. November 2014 veröffentlichte er seinen Song "Windfall", welcher in Verbindung mit dem Musiklabel Tasty entstand. Am 29. November 2014 entstand ein weiterer Song in Verbindung mit Tasty mit dem Titel "Xenogenesis", welcher den Abschluss für 2014 bildete. Der Song ist ebenfalls auf dem YouTube-Kanal des Musiklabels Trap Nation verfügbar.

### 2015: Weitere Songs & Kooperation mit Tasty und MrSuicideSheep
Das Jahr 2015 startete Büttner am 25. Januar mit einem Remix zu dem Song "We Are The Dream" von Sound Remedy. Vier Tage später veröffentlichte er einen weiteren Song in Verbindung mit Tasty namens "Never Be Alone".
Am 17. April erschien sein Song "Time Lapse" in Kooperation mit dem Musiklabel MrSuicideSheep. Am 20. Juni 2015 veröffentlichte er sein erstes Mixtape. Am 9. Oktober 2015 veröffentlichte er den Song "Telescope".
Am 7. November 2015 veröffentlichte er einen weiteren Song in Kooperation mit MrSuicideSheep mit dem Titel "Monody". Die Vocals dazu steuerte die Sängerin Laura Brehm bei. Der Song bildete den Abschluss für das Jahr 2015.

### 2016: Weitere Songs & Erste EP
2016 veröffentlichte Büttner am 31. März den Song "The Calling", welcher erneut von Laura Brehm gesungen wurde. Am 3. Juni 2016 veröffentlichte er den Song "No No No". Am 4. Juli 2016 veröffentlichte er seinen Song "YOUTUBERS LIFE RAP" in Kooperation mit dem Rapper Kronno Zomber.
Am 18. November 2016 veröffentlichte er seine erste EP mit dem Titel "Jackpot EP", bestehend aus den Songs "Jackpot", "Epic", "Prelude" und "Elegy". Die Songs bildeten die Hintergrundmusik seines am 29. Mai 2015 veröffentlichten Q&A. Außerdem ist der Song "Epic" auf dem YouTube-Kanal von MrSuicideSheep zu finden. Eine Woche später veröffentlichte er die Radio Edit Version seines Songs "Monody".
Am 4. Dezember 2016 veröffentlichte er sein Ein-Millionen-Abonnenten-Special in Form eines fast einstündigen Musik-Mixes all seiner Songs. Der Abschluss für das Jahr 2016 bildete ein Remix seines Songs "Monody" für die App Rolling Sky am 27. Dezember.

### 2017: Song Releases
Das Jahr 2017 begann in Form einer VIP Edit Version seines Songs Prelude am 10. Februar in Kooperation mit dem niederländischen Musikproduzenten JJD. Am 24. März 2017 veröffentlichte Büttner den Da Tweekaz Remix seines Songs The Calling.
Am 2. Juni 2017 veröffentlichte er den Song Fly Away in Kooperation mit der Sängerin Anjulie. Die Instrumentalversion folgte am 22. Juni 2017. Am 21. Oktober 2017 veröffentlichte er dazu die Remixe von Inukshuk und JJD.
Am 27. Oktober 2017 erschien der Song Oblivion mit der Sängerin Lola Blanc.

### 2018: MAYDAY & weitere Kooperation mit Laura Brehm
Am 23. März 2018 veröffentlichte Büttner den Song MAYDAY in erneuter Zusammenarbeit mit der Sängerin Laura Brehm. Am 14. November 2018 veröffentlichte er außerdem "Afterlife", "Elevate" und "Origin" sowie am 24. Juli 2018 "Threnody".

### 2020: Weitere Songs in Kooperation mit Laura Brehm und AleXa
Am 7. Februar 2020 veröffentlichte Büttner den Song „The Storm“ in Kooperation mit Maisy Kay. Teile des Liedes wurden in Na'vi, der Sprache aus dem Science-Fiction-Film Avatar, eingesungen.
Am 4. September erschien der Song Rule The World in Kooperation mit AleXa.

### 2021: Parallax
Am 10. September 2021 veröffentlichte Büttner das Album "Parallax". Schon vor dem eigentlichen Releasedatum wurde ab dem 9. Juli 2021 über einen Zeitraum von 10 Wochen jeden Freitag ein neuer Song des Albums veröffentlicht, diese sind ebenfalls als Single-Auskopplungen verfügbar. Alle 10 Lieder erzählen dabei eine zusammenhängende Geschichte.

## Veröffentlichungen

### Alben
| Jahr | Albumname     | Songtitel                                  | Information                                                                                           | Label             |
| ---- | ------------- | ------------------------------------------ | --- | ----------------- |
| 2018 | Warrior Songs | Warrior Song (mit Stasia Estep)            | DOTA 2 Music Pack                                                                                     | Melofaktur UG     |
| 2018 | Warrior Songs | Origin                                     | DOTA 2 Music Pack                                                                                     | Melofaktur UG     |
| 2018 | Warrior Songs | Ascendancy                                 | DOTA 2 Music Pack                                                                                     | Melofaktur UG     |
| 2018 | Warrior Songs | Nemesis                                    | DOTA 2 Music Pack                                                                                     | Melofaktur UG     |
| 2018 | Warrior Songs | Origin Reprise                             | DOTA 2 Music Pack                                                                                     | Melofaktur UG     |
| 2018 | Warrior Songs | Elevate                                    | DOTA 2 Music Pack                                                                                     | Melofaktur UG     |
| 2018 | Warrior Songs | Kingdom Come                               | DOTA 2 Music Pack                                                                                     | Melofaktur UG     |
| 2018 | Warrior Songs | Mad Moon Falling                           | DOTA 2 Music Pack                                                                                     | Melofaktur UG     |
| 2018 | Warrior Songs | Thenody                                    | DOTA 2 Music Pack                                                                                     | Melofaktur UG     |
| 2018 | Warrior Songs | Envelope                                   | DOTA 2 Music Pack                                                                                     | Melofaktur UG     |
| 2018 | Warrior Songs | Reminicence                                | DOTA 2 Music Pack                                                                                     | Melofaktur UG     |
| 2018 | Warrior Songs | Afterlife                                  | DOTA 2 Music Pack                                                                                     | Melofaktur UG     |
| 2021 | Parallax      | Hiding In The Blue                         | | The Arcadium GmbH |
| 2021 | Parallax      | Arcadia                                    | | The Arcadium GmbH |
| 2021 | Parallax      | Pride & Fear                               | | The Arcadium GmbH |
| 2021 | Parallax      | Upwind                                     | | The Arcadium GmbH |
| 2021 | Parallax      | Our Song                                   | | The Arcadium GmbH |
| 2021 | Parallax      | Violet Sky                                 | | The Arcadium GmbH |
| 2021 | Parallax      | Warbringer                                 | | The Arcadium GmbH |
| 2021 | Parallax      | Fire                                       | | The Arcadium GmbH |
| 2021 | Parallax      | Love It When You Hurt Me                   | | The Arcadium GmbH |
| 2021 | Parallax      | Let Love Win                               | | The Arcadium GmbH |
| 2023 | Eo and Eden   | Out of the Rain (TheFatRat & Shiah Maisel) | Das Album ist eine Geschichte zwischen 2 Geschwistern. Die Songs werden begleitet von den "Prologues" | The Arcadium GmbH |
| 2023 | Eo and Eden   | Hunger                                     | Das Album ist eine Geschichte zwischen 2 Geschwistern. Die Songs werden begleitet von den "Prologues" | The Arcadium GmbH |
| 2023 | Eo and Eden   | Escaping Gravity                           | Das Album ist eine Geschichte zwischen 2 Geschwistern. Die Songs werden begleitet von den "Prologues" | The Arcadium GmbH |
| 2023 | Eo and Eden   | Sail Away                                  | Das Album ist eine Geschichte zwischen 2 Geschwistern. Die Songs werden begleitet von den "Prologues" | The Arcadium GmbH |
| 2023 | Eo and Eden   | Still Here With You                        | Das Album ist eine Geschichte zwischen 2 Geschwistern. Die Songs werden begleitet von den "Prologues" | The Arcadium GmbH |
| 2023 | Eo and Eden   | Myself & I                                 | Das Album ist eine Geschichte zwischen 2 Geschwistern. Die Songs werden begleitet von den "Prologues" | The Arcadium GmbH |
| 2023 | Eo and Eden   | Ray Tracer                                 | Das Album ist eine Geschichte zwischen 2 Geschwistern. Die Songs werden begleitet von den "Prologues" | The Arcadium GmbH |
| 2023 | Eo and Eden   | Out Of Love                                | Das Album ist eine Geschichte zwischen 2 Geschwistern. Die Songs werden begleitet von den "Prologues" | The Arcadium GmbH |
| 2023 | Eo and Eden   | Killing Me                                 | Das Album ist eine Geschichte zwischen 2 Geschwistern. Die Songs werden begleitet von den "Prologues" | The Arcadium GmbH |
| 2023 | Eo and Eden   | Genius                                     | Das Album ist eine Geschichte zwischen 2 Geschwistern. Die Songs werden begleitet von den "Prologues" | The Arcadium GmbH |

### Extended Plays (EPs)
| Jahr | EP-Name        | Label                                                        | Songtitel       |
| ---- | -------------- | ------------------------------------------------------------ | --------------- |
| 2011 | Do Be Do Be Do | Frei auf SoundCloud verfügbar                                | Do Be Do Be Do  |
| 2011 | Do Be Do Be Do | Frei auf SoundCloud verfügbar                                | Less Than Three |
| 2011 | Do Be Do Be Do | Frei auf SoundCloud verfügbar                                | Some Body       |
| 2016 | Jackpot        | Melofaktur UG, Under exclusive license to Universal Music AB | Jackpot         |
| 2016 | Jackpot        | Melofaktur UG, Under exclusive license to Universal Music AB | Epic            |
| 2016 | Jackpot        | Melofaktur UG, Under exclusive license to Universal Music AB | Prelude         |
| 2016 | Jackpot        | Melofaktur UG, Under exclusive license to Universal Music AB | Elegy           |

### Singles
| Jahr | Titel                                  | Label                         | Label                                         | Album             |
| ---- | -------------------------------------- | ----------------------------- | --------------------------------------------- | ----------------- |
| 2013 | Dancing Naked                          | Melofaktur UG (2015)          | Melofaktur UG (2015)                          | Kein Album        |
| 2013 | Splinter                               | Spinnin' Records              | Spinnin' Records                              | Kein Album        |
| 2014 | Xenogenesis                            | Tasty Records                 | Tasty Records                                 | Kein Album        |
| 2014 | Windfall                               | Tasty Records                 | Tasty Records                                 | Kein Album        |
| 2014 | Infinite Power                         | Melofaktur UG                 | Melofaktur UG                                 | Rocket League OST |
| 2014 | Unity                                  | Melofaktur UG                 | Melofaktur UG                                 | Kein Album        |
| 2015 | Time Lapse                             | Melofaktur UG                 | Melofaktur UG                                 | Kein Album        |
| 2015 | Never Be Alone                         | Tasty Records                 | Tasty Records                                 | Kein Album        |
| 2015 | Monody (feat. Laura Brehm)             | Melofaktur UG                 | Haftungs- beschränkt                          | Kein Album        |
| 2016 | No No No                               | Melofaktur UG                 | Haftungs- beschränkt                          | Kein Album        |
| 2016 | YouTubers Life Rap (mit Kronno Zomber) | Melofaktur UG                 | Haftungs- beschränkt                          | Kein Album        |
| 2016 | The Calling (feat. Laura Brehm)        | Melofaktur UG                 | Haftungs- beschränkt                          | Kein Album        |
| 2016 | Monody (Radio Edit)                    | Melofaktur UG                 | Under exclusive license to Universal Music AB | Kein Album        |
| 2017 | Prelude (VIP Edit) (feat. JJD)         | Melofaktur UG                 | Under exclusive license to Universal Music AB | Kein Album        |
| 2017 | Fly Away (feat. Anjulie)               | Melofaktur UG                 | Under exclusive license to Universal Music AB | Kein Album        |
| 2017 | Oblivion (feat. Lola Blanc)            | Melofaktur UG                 | Under exclusive license to Universal Music AB | Kein Album        |
| 2018 | MAYDAY (feat. Laura Brehm)             | Melofaktur UG                 | Under exclusive license to Universal Music AB | Kein Album        |
| 2019 | Chosen (mit Anna Yvette & Laura Brehm) | Melofaktur UG                 | Under exclusive license to Universal Music AB | Kein Album        |
| 2019 | Solitude (mit Slaydit)                 | Melofaktur UG                 | Under exclusive license to Universal Music AB | Kein Album        |
| 2019 | Sunlight (mit Phaera)                  | The Arcadium GmbH             | The Arcadium GmbH                             | Kein Album        |
| 2019 | Stronger (mit Slaydit & Anjulie)       | Monstercat                    | Monstercat                                    | Kein Album        |
| 2019 | Close To the Sun (mit Anjulie)         | ©The Arcadium GmbH ℗RecordJet | ©The Arcadium GmbH ℗RecordJet                 | Kein Album        |
| 2019 | Rise Up                                | Enter Records                 | Enter Records                                 | Kein Album        |
| 2020 | The Storm (mit Maisy Kay)              | The Arcadium GmbH             | The Arcadium GmbH                             | Kein Album        |
| 2020 | Electrified                            | The Arcadium GmbH             | The Arcadium GmbH                             | Kein Album        |
| 2020 | We'll Meet Again (mit Laura Brehm)     | The Arcadium GmbH             | The Arcadium GmbH                             | Kein Album        |
| 2020 | Rule the World (mit AleXa)             | The Arcadium GmbH             | The Arcadium GmbH                             | Kein Album        |
| 2022 | Ghost Light (mit EVERGLOW)             | Pharisade SonoSuite           | Pharisade SonoSuite                           | Kein Album        |

### Gastbeiträge/Songs von TheFatRat, die von anderen Musikern geremixt wurden
| Jahr | Titel                                                           |
| ---- | --------------------------------------------------------------- |
| 2017 | El rap del Rubius OMG (Kronno Zomber feat. TheFatRat)           |
| 2018 | Monody (Revised Remix) (IdyllEDM feat. TheFatRat & Laura Brehm) |

(noch sehr unvollständig)

### Remixe
| Originalkünstler                   | Titel                          |
| ---------------------------------- | ------------------------------ |
| TheFatRat                          | Monody (Remix for Rolling Sky) |
| Sound Remedy                       | We Are the Dream               |
| Icona Pop                          | All Night                      |
| Strange Talk                       | Picking Up All the Pieces      |
| Atlas Genius                       | If So                          |
| Diplo feat. Lazerdisk Party Sex    | Set It Off                     |
| Singularity feat. Steffi Nguyen    | The Tide                       |
| The Knocks                         | The Feeling                    |
| Chris Brown                        | Don’t Wake Me Up               |
| Pacific Air                        | Float                          |
| Static Revenger                    | Turn the World On              |
| Martin Solveig                     | The Night Out                  |
| Foster the People                  | Don’t Stop                     |
| Gotye                              | Somebody That I Used to Know   |
| The Knocks                         | Brightside                     |
| Avicii                             | Next Levels                    |
| Flo Rida                           | Very Good Feeling              |
| Video Games Live feat. Jason Paige | Pokémon Theme                  |